# Dr. Franken
Dr. Franken è un videogioco a piattaforme e sparatutto pubblicato nel 1992 per Game Boy dalla Elite Systems in Europa e dalla Kemco in Nordamerica e Giappone. Il protagonista è una parodia del mostro di Frankenstein che indossa il pigiama e si avventura in un intricato maniero. Fu sviluppato dalla Motivetime Ltd., una società britannica legata alla Elite Systems.
Vennero realizzate come prototipo anche versioni per console Nintendo Entertainment System e Game Gear, mai pubblicate, ma in seguito recuperate sul Web.
Nel 1993 uscì il seguito Dr. Franken II, sempre per Game Boy, e la Motivetime sviluppò anche The Adventures of Dr. Franken per Super Nintendo Entertainment System.

## Trama
Il gioco non usa mai il nome di Frankenstein, ne fa solo una palese imitazione. Qui lo scienziato Von Frankenbone ha creato l'uomo assemblato Franky, la sua fidanzata Bitsy (probabile gioco di parole con bits, "pezzi") e molte creature mostruose frutto di esperimenti falliti. Dopo la morte dello scienziato i due continuano a vivere nel suo castello, ma una notte le creature ostili hanno fatto a pezzi Bitsy e sparso le sue parti per il maniero, mentre Franky da grande e grosso è stato ridotto a un nanetto. Nel gioco Franky deve recuperare i pezzi di Bitsy, mentre combatte le creature vaganti, e infine riportarla in vita nel laboratorio dello scienziato.

## Modalità di gioco
Dr. Franken si svolge nelle stanze e nei cortili del castello, che ha 7 piani ed è grande come 230 schermi.
Ogni stanza ha vista di lato con scorrimento orizzontale e contiene piattaforme, costituite ad esempio da mobilio e scalinate. Lo scenario forma un labirinto dove le stanze possono essere comunicanti attraverso uscite ai quattro lati dello schermo e attraverso porte trasversali (disegnate sullo sfondo oppure rappresentate dalla scritta "exit" se escono in direzione dello spettatore).
Si controlla Franky che può correre a destra e sinistra, usare le porte trasversali, saltare, accovacciarsi, e sparare piccoli fulmini in orizzontale.
Con un pulsante si può visualizzare la mappa completa del piano dove ci si trova attualmente. Un altro pulsante apre una schermata con informazioni e menù.
Il maniero è infestato da creature e spiriti nemici di molti tipi, che sottraggono energia vitale a Franky se lo toccano.
Alcuni nemici sono indistruttibili, altri poco dopo essere stati uccisi riappaiono altrove e potrebbe essere saggio non sparargli per evitare che riappaiano in punti imprevisti. Ci sono anche parti dello scenario, ad esempio brucianti o taglienti, che danneggiano Franky.
Si devono trovare e raccogliere tutti i pezzi di Bitsy. Si possono trovare ricariche dell'energia vitale, inoltre nel maniero esiste un unico punto di ricarica fisso e permanente.
Ci sono molti altri oggetti da prendere, tutti con un qualche uso. Alcuni sbloccano porte o rivelano passaggi, altri rivelano a loro volta altri oggetti, altri riparano la macchina vitalizzante che alla fine resusciterà Bitsy.
Il maniero ha molti passaggi e stanze segrete e sarà necessario esplorare tutto. Ci sono alcune stanze buie che possono essere illuminate con una lanterna, ma questa ha durata limitata e bisogna trovare delle ricariche.
La schermata del menù permette di vedere le barre dell'energia vitale e della carica della lanterna, altrimenti non visibili durante l'azione, vedere la percentuale di completamento del gioco, consultare l'inventario degli oggetti posseduti e salvare la partita, tramite la memorizzazione manuale di un codice alfanumerico di ripristino.
L'edizione europea supporta diverse lingue, tra cui l'italiano, anche se il testo ha poca importanza nel gioco. A ogni cambio di stanza appare temporaneamente il nome della nuova stanza in basso.

## Accoglienza
Dr. Franken fu accolto solitamente molto bene dalla critica dei suoi tempi, almeno in Europa, sia per la realizzazione sia per la giocabilità, con media dei voti delle riviste vicina all'80%.